# Ctenochira arcuata
Ctenochira arcuata là một loài tò vò trong họ Ichneumonidae.